# Testudinoidea
Los testudinóideos (Testudinoidea) corresponden a una superfamilia dentro del suborden Cryptodira. 
Esta superfamilia incluye a las siguientes familias de tortugas:
- Emydidae
- Geoemydidae
- Testudinidae
- Platysternidae

Familias extintas:
- Haichemydidae †
- Lindholmemydidae †
- Sinochelyidae †